# Distretto di Pezinok
Il distretto di Pezinok (in slovacco: okres Pezinok) è un distretto della regione di Bratislava, nella Slovacchia occidentale.
Fino al 1918, il distretto faceva parte della contea ungherese di Bratislava.

## Geografia antropica
Il distretto è composto da 3 città e 14 comuni:

### Città
- Modra
- Pezinok
- Svätý Jur

### Comuni
- Báhoň
- Budmerice
- Častá
- Doľany
- Dubová
- Jablonec
- Limbach

- Píla
- Slovenský Grob
- Šenkvice
- Štefanová
- Viničné
- Vinosady
- Vištuk